# Propil
Un propil és un grup alquil constituït per una cadena de tres àtoms de carboni i set d'hidrogen, de fórmula molecular {\displaystyle {\ce {C3H7{-}}}}. És un derivat del propà {\displaystyle {\ce {C3H8}}} per pèrdua d’un dels seus àtoms d’hidrogen. Existeixen dos isòmers, si l'àtom d'hidrogen perdut correspon a un carboni dels extrems, hom té el grup n-propil, mentre que si correspon a l'àtom central, hom té l'isopropil.

## Nomenclatura
El mot propil està compost del radical químic prop- que prové de (àcid) propiònic (compost del grec prõtos 'primari' i píōn 'greix'), que a química orgànica s'empra per designar les cadenes de dos àtoms de carboni; i la terminació -il, del grec hýlē 'matèria, principi', usat a química orgànica per anomenar els grups alquil.

## Estructura
La geometria del grup etil és tetragonal per a cada carboni. Es pot explicar a partir de la hibridació sp3 de l'àtom de carboni. Aquests orbitals híbrids sp3 estan separats un angle de 109,5° i formen enllaços covalents simples, o σ, amb tres àtoms d'hidrogen, quedant el quart orbital híbrid disponible per formar un altre enllaç σ amb un àtom d'un altre grup. En funció de les dimensions d'aquest grup els angles poden variar.

Benzoat de propil.
Propilamina o propanamina.
Metanoat d'isopropil.
3-propiltoluè.